# La Gaillarde
La Gaillarde ist eine französische Gemeinde im Département Seine-Maritime in der Region Normandie. Sie hat 377 Einwohner (Stand: 1. Januar 2022) und gehört zum Kanton Saint-Valery-en-Caux und zum Arrondissement Dieppe. Die Einwohner werden Drosayens genannt.

## Geografie
La Gaillarde liegt etwa 55 Kilometer nordöstlich von Le Havre und etwa sieben Kilometer südlich der Alabasterküste. Umgeben wird La Gaillarde von den Nachbargemeinden La Chapelle-sur-Dun im Norden und Nordwesten, Saint-Pierre-le-Vieux im Norden, Gueures im Osten und Nordosten, Luneray im Osten und Südosten, Gruchet-Saint-Siméon im Süden und Südosten, Saint-Pierre-le-Viger im Süden sowie Angiens im Westen.

## Bevölkerungsentwicklung
| Jahr                      | 1962 | 1968 | 1975 | 1982 | 1990 | 1999 | 2006 | 2013 |
| Einwohner                 | 574  | 519  | 462  | 378  | 420  | 415  | 426  | 392  |
| Quelle: Cassini und INSEE |      |      |      |      |      |      |      |      |

## Sehenswürdigkeiten
- Kirche Notre-Dame aus dem 13. Jahrhundert, Monument historique
- Kapelle Sainte-Marguerite aus dem 11. Jahrhundert

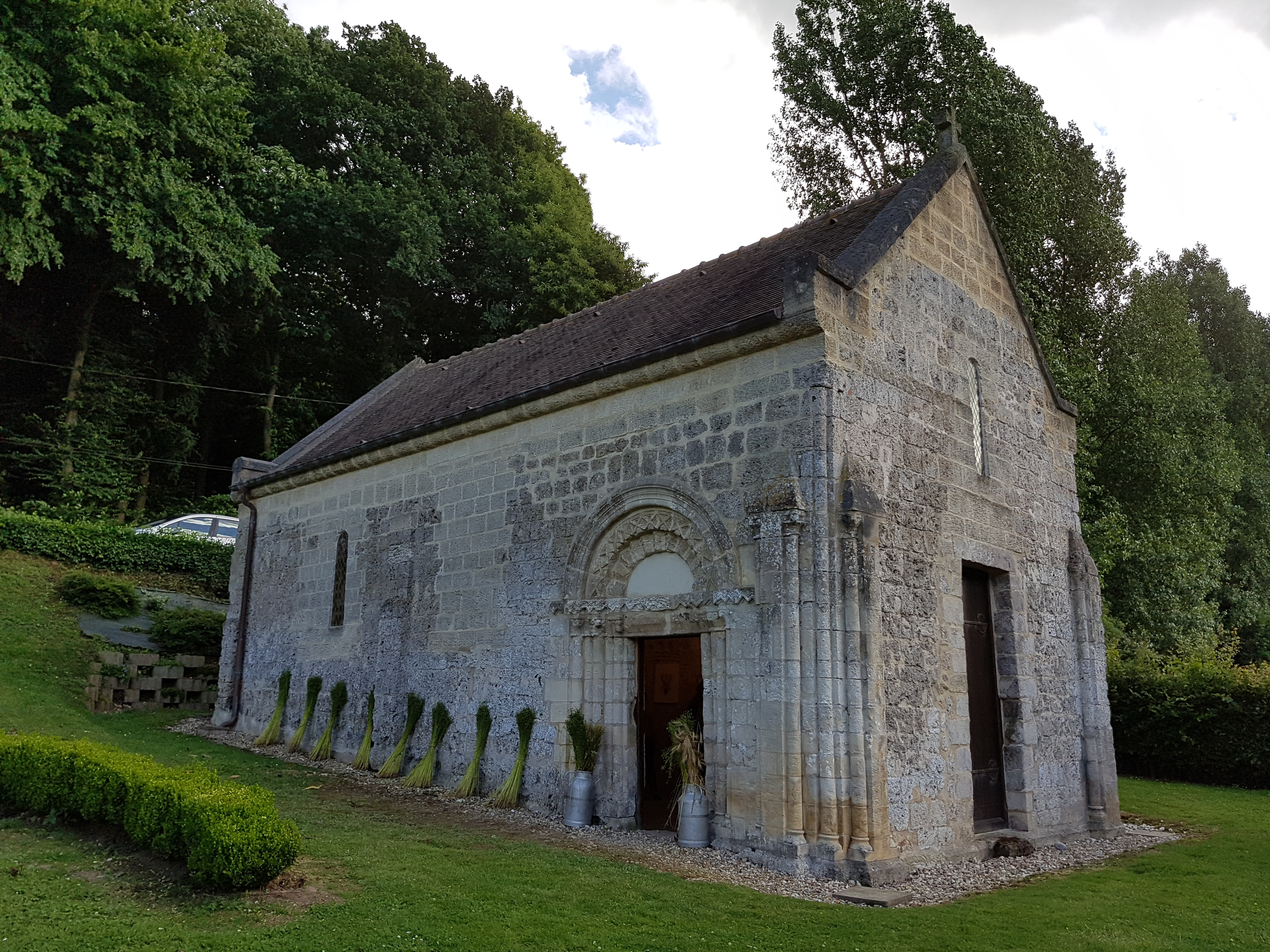
Kapelle Sainte-Marguerite